# World League di pallavolo 2011
La XXII World League di pallavolo si è svolta dal 27 maggio al 10 luglio 2011. La fase finale, a cui hanno partecipato le migliori otto squadre, si è tenuta all'Ergo Arena di Danzica, in Polonia, dal 6 al 10 luglio 2011.

## Gironi
| Gruppo A                               | Gruppo B                           | Gruppo C                                | Gruppo D                          |
| -------------------------------------- | ---------------------------------- | --------------------------------------- | --------------------------------- |
| Brasile Polonia Stati Uniti Porto Rico | Russia Bulgaria Germania Giappone* | Serbia Argentina Finlandia Portogallo** | Cuba Francia Italia Corea del Sud |

- *Il 19 ottobre 2010 il Giappone è stato ripescato in seguito alla rinuncia dei Paesi Bassi;
- **Il 2 marzo 2011 il Portogallo è stato ripescato in seguito al ritiro dell'Egitto, dovuto a ragioni di instabilità politica interna; la squadra lusitana è stata selezionata dopo il rifiuto della Cina, che, pur essendo la prima scelta per il rimpiazzo, ha declinato la proposta.

## Prima fase
In questa fase le squadre sono state divise in quattro gironi all'italiana con partite di andata e ritorno. Ogni squadra affronta tutte le altre del girone due volte in casa e due volte in trasferta. La squadra vincitrice conquista tre punti in caso di vittoria piena (3-0 o 3-1) oppure due punti in caso di vittoria al tie-break (3-2), viceversa la squadra perdente non conquista nessun punto se viene sconfitta per 3-0 o 3-1, mentre conquista un punto se perde per 3-2. In caso di parità di punti la classifica viene stilata tenendo conto nell'ordine dei seguenti fattori:
- Partite vinte
- Quoziente punti
- Quoziente set

Le prime due classificate di ogni girone si qualificano alla fase finale. Se la Polonia, organizzatrice della fase finale, non si piazzerà ai primi due posti del suo girone, si qualificherà in ogni caso, insieme alle tre migliori tra tutte le seconde classificate.

## Fase finale

### Finali 1º e 3º posto
|  | Semifinali | Semifinali | Semifinali |        |         | Finale          | Finale          | Finale          |  |
|  |            |            |            |        |         |                 |                 |                 |  |
|  | Argentina  | Argentina  | 0          |        |         |                 |                 |                 |  |
|  | Argentina  | Argentina  | 0          |        |         |                 |                 |                 |  |
|  | Brasile    | Brasile    | 3          |        |         |                 |                 |                 |  |
|  | Brasile    | Brasile    | 3          |        | Brasile | Brasile         | 2               |                 |  |
|  |            |            |            |        | Brasile | Brasile         | 2               |                 |  |
|  |            |            | Russia     | Russia | 3       |                 |                 |                 |  |
|  | Russia     | Russia     | Russia     | Russia | 3       | 3               |                 |                 |  |
|  | Russia     | Russia     |            |        |         | 3               |                 |                 |  |
|  | Polonia    | Polonia    | 1          |        |         | Finale 3º posto | Finale 3º posto | Finale 3º posto |  |
|  | Polonia    | Polonia    | 1          |        |         |                 |                 |                 |  |
|  |            |            |            |        |         |                 |                 |                 |  |
|  |            |            |            |        |         | Argentina       | Argentina       | 0               |  |
|  |            |            |            |        |         | Argentina       | Argentina       | 0               |  |
|  |            |            |            |        |         | Polonia         | Polonia         | 3               |  |

## Podio

### Campione
Formazione: 1 Dmitrij Il'inych, 3 Nikolaj Apalikov, 4 Taras Chtej, 5 Sergej Grankin, 8 Denis Birjukov, 9 Aleksandr Sokolov, 10 Jurij Berežko, 12 Aleksandr But'ko, 13 Dmitrij Muserskij, 14 Dmitrij Ščerbinin, 15 Aleksej Spiridonov, 17 Maksim Michajlov, 18 Aleksandr Volkov, 20 Chačatur Stepanjan, CT: Vladimir Alekno

### Secondo posto
Formazione: 1 Bruno de Rezende, 2 Wallace Martins, 5 Sidnei dos Santos, 6 Leandro Vissotto, 7 Gilberto de Godoy, 8 Murilo Endres, 9 Théo Lopes, 10 Sérgio dos Santos, 14 Rodrigo Santana, 15 João Paulo Bravo, 16 Lucas Saatkamp, 17 Marlon Yared, 18 Dante do Amaral, 19 Mário Pedreira, CT: Bernardo de Rezende

### Terzo posto
Formazione: 1 Piotr Nowakowski, 2 Paweł Zatorski, 3 Piotr Gruszka, 4 Grzegorz Kosok, 6 Bartosz Kurek, 7 Jakub Jarosz, 9 Zbigniew Bartman, 12 Paweł Woicki, 13 Michał Kubiak, 14 Michał Ruciak, 15 Łukasz Żygadło, 16 Krzysztof Ignaczak, 17 Michał Bąkiewicz, 18 Marcin Możdżonek, CT: Andrea Anastasi

## Classifica finale
| Classifica | Squadre       |
| ---------- | ------------- |
|            | Russia        |
|            | Brasile       |
|            | Polonia       |
| 4          | Argentina     |
| 5          | Bulgaria      |
| 6          | Italia        |
| 7          | Stati Uniti   |
| 8          | Cuba          |
| 9          | Serbia        |
| 10         | Finlandia     |
| 11         | Germania      |
| 12         | Francia       |
| 13         | Corea del Sud |
| 14         | Portogallo    |
| 15         | Giappone      |
| 16         | Porto Rico    |